# Luca Zander
Luca-Milan Zander (Weyhe, 1995. augusztus 9. –) egyszeres korosztályos válogatott német labdarúgó, aki a SV Werder Bremen védője.

## Pályafutása
Mielőtt 2006-ban csatlakozott volna a Werder Bremen akadémiájához megfordult szülővárosa csapatában a SC Weyheben. Végigjárta a korosztályos csapatokat, majd a 2013–14-es szezonban debütált Werder Bremen II csapatában a Hamburger SV II ellen kezdőként kapott játéklehetőséget. 2015-től az első csapat tagja lett, amely a Bundesligában szerepel.
2009-ben egy alkalommal szerepelt a német U15-ös labdarúgó-válogatottban, valamint 2011-ben szintén 1 alkalommal a német U17-es labdarúgó-válogatottban.

## Statisztika
2015. március 3-i  állapot szerint.
| Klub             | Szezon           | Bajnokság | Bajnokság | Kupa  | Kupa | Európa | Európa | Összesen | Összesen |
| Klub             | Szezon           | Mérk.     | Gól       | Mérk. | Gól  | Mérk.  | Gól    | Mérk.    | Gól      |
| ---------------- | ---------------- | --------- | --------- | ----- | ---- | ------ | ------ | -------- | -------- |
| Werder Bremen II | 2013–14          | 4         | 0         | 0     | 0    | –      | –      | 4        | 0        |
| Werder Bremen II | 2014–15          | 12        | 0         | 0     | 0    | –      | –      | 12       | 0        |
| Werder Bremen II | Összesen         | 16        | 0         | 0     | 0    | 0      | 0      | 16       | 0        |
| Werder Bremen    | 2014–15          | 0         | 0         | 0     | 0    | –      | –      | 0        | 0        |
| Werder Bremen    | Összesen         | 0         | 0         | 0     | 0    | 0      | 0      | 0        | 0        |
| Karrier összesen | Karrier összesen | 16        | 0         | 0     | 0    | 0      | 0      | 16       | 0        |